# Región de Wellington

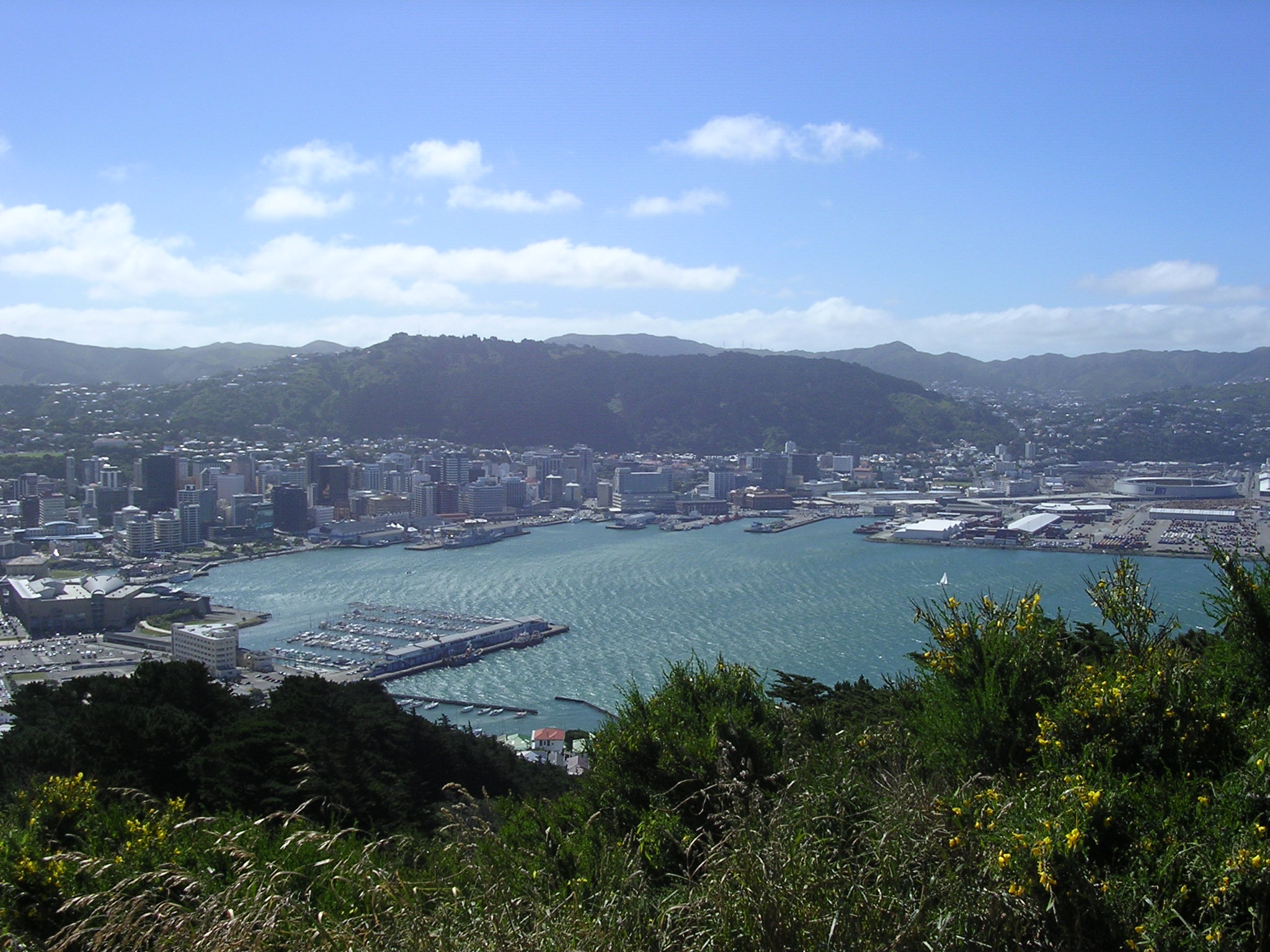
Vista aérea de la ciudad de Wellington.

La región de Wellington es una de las 16 regiones neozelandesas, ubicada en la parte meridional de la Isla Norte, y donde se encuentra la capital neozelandesa, la ciudad de Wellington.

## Historia
Los maoríes que originariamente se asentaron en la región de Wellington la denominaban Te Upoko o te Ika a Māui, que significa "La cabeza del pez de Māui". La leyenda cuenta que el jefe Kupe descubrió y exploró la zona aproximadamente en el siglo X.
La región de Wellington fue ocupada por los europeos en 1839 gracias a la New Zealand Company. La ciudad de Wellington se convirtió en capital de la provincia desde su creación en 1853 hasta la abolición de las provincias en 1876. Wellington se convirtió en capital de Nueva Zelanda en 1865, la tercera ciudad en hacerlo después de Auckland y Russell.

## Geografía
La región ocupa el extremo sur de la Isla Norte, al norte limita con la región de Manawatu-Wanganui, mientras que el este, oeste y sur se encuentra rodeado por el mar. Al este se extiende el mar de Tasmania y al oeste el océano Pacífico, ambos se unen en el estrecho de Cook, que se extiende 28 km desde el cabo Terawhiti al sur de la región hasta la bahía de Marlborough, en la Isla Sur.
La región de Wellington abarca 7.860 km². Física y topológicamente existen cuatro áreas diferenciadas, que grosso modo se pueden separar mediante tres ejes paralelos que dividan la región de noreste a sureste.
La más occidental de estas regiones está formada por una estrecha llanura costera llamada Kapiti Coast. Numerosas ciudades de pequeño tamaño se asientan en ella. Al este de esta franja se encuentra una zona más elevada y accidentada compuesta de colinas y dos cadenas montañosas (Rimutaka y Tararua Ranges) que se extienden a lo largo de una falla, la misma que en la Isla Sur ha formado los Alpes del Sur. En esta zona solo se asientan pequeñas poblaciones. Sin embargo en las costas y llanuras que dan fin a estas elevaciones por el este se sitúan las mayores ciudades de la región, las que se ubican en el valle del Hutt y Wellington. La zona situada al este, está compuesta por colinas que se extienden a lo largo del río Ruamahanga. El norte está dominado por el lago Wairarapa y los humedales que lo rodean, y al sur se extiende un valle de poca altitud. La parte más oriental es una zona elevada, aunque no tanto como la de la cordillera de Tararua. En su mayoría, se encuentra cubierta por bosques.

## Gobierno
La región de Wellington o Gran Wellington (en inglés Greater Wellington), administrada por el Consejo Regional de Wellington (en inglés Wellington Regional Council), abarca la conurbación de la capital y las ciudades de Lower Hutt, Porirua y Upper Hutt, cada de las cuales tiene su propio territorio. Se extiende por la costa occidental de la Isla Norte, comprendiendo los asentamientos costeros del distrito de Kapiti Coast como la localidad de Otaki y los situados en el área meridional llamada comúnmente Horowhenua. En la parte oriental de la cordillera Rimutaka, se incluye también tres grandes distritos rurales que abarcan la mayor parte de la zona conocida como Wairarapa, donde se encuentran las localidades de Masterton, Carterton, Greytown, Featherston y Martinborough.

### Consejeros regionales
El Consejo Regional del Gran Wellington es una asamblea compuesta por 13 consejeros regionales, que representan seis circunscripciones:
- Wellington tiene 5 representantes
- Kapiti 1
- Porirua-Tawa 2
- Lower Hutt 3
- Upper Hutt 1
- Wairarapa 1

| Función    | Nombre            | Circunscripción |
| ---------- | ----------------- | --------------- |
| Presidente | Fran Wilde        | Wellington      |
| Consejero  | Chris Laidlaw     | Wellington      |
| Consejero  | Sally Baber       | Wellington      |
| Consejero  | Judith Aitken     | Wellington      |
| Consejero  | Paul Bruce        | Wellington      |
| Councillor | Nigel Wilson      | Kapiti          |
| Consejero  | John Burke        | Porirua-Tawa    |
| Consejero  | Barbara Donaldson | Porirua-Tawa    |
| Consejero  | Sandra Greig      | Lower Hutt      |
| Consejero  | Peter Glensor     | Lower Hutt      |
| Consejero  | Prue Lamason      | Lower Hutt      |
| Consejero  | Rex Kirton        | Upper Hutt      |
| Consejero  | Ian Buchanan      | Wairarapa       |

## Distribución de la población

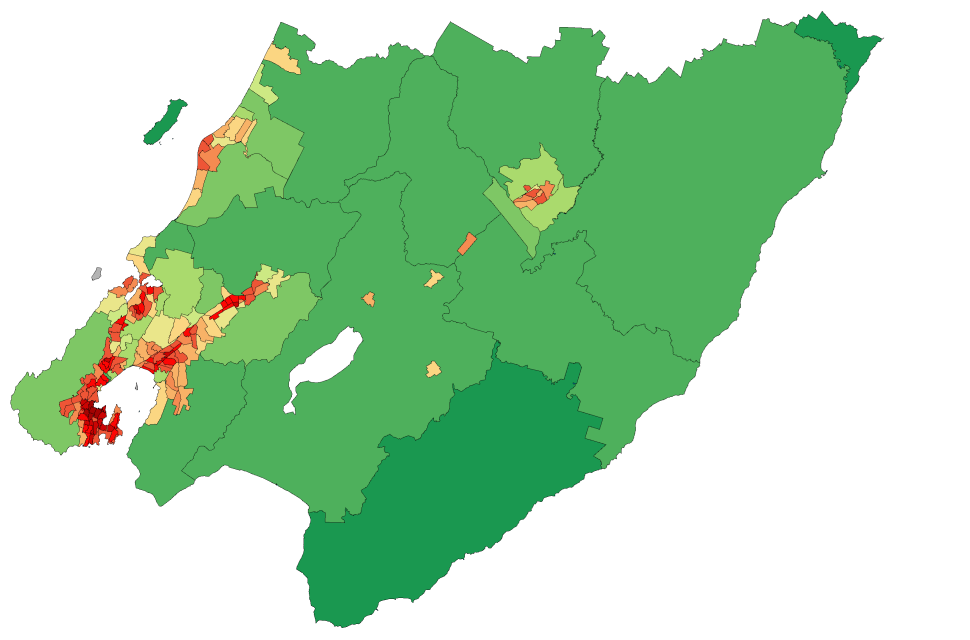
Mapa de densidad de población en la región según el censo de 2006.

Casi tres cuartas partes de la población de la región, unos 464.700 habitantes (est. 2006) residen en cuatro ciudades ubicadas en la zona suroccidental de la isla. Otros importantes centros de población se encuentran en Kapiti Coast y en las fértiles áreas granjeras cercanas al curso alto del río Ruamahanga en Wairarapa.
A lo largo de Kapiti Coast, numerosas pequeñas localidades se congregan, muchas de ellas cercanas a las playas más populares de la costa. Hacia el norte se sitúan Otaki, Waikanae, Paraparaumu, los municipios gemelos de Raumati Beach y Raumati South, Paekakariki y Pukerua Bay, estando esta última al norte de los suburbios de Porirua. Cada una de estas localidades tiene una población de entre 2.000 y 10.000, estando esta zona costera moderadamente poblada.
En Wairarapa, la mayor población con diferencia es Masterton, con casi 20.000 habitantes. Otras localidades de la zona son Featherston, Martinborough, Carterton and Greytown.

### Hijos ilustres
- Jane Campion - directora de cine
- Russell Crowe - actor
- Peter Jackson - director de cine
- Raybon Kan - cómico
- Katherine Mansfield - escritora
- Jack Marshall - ex primer ministro de Nueva Zelanda
- Tana Umaga - excapitán de los All Black
- Nancy Wake - agente secreta durante la II Guerra Mundial
- Michael Campbell - Ganador del Open de Estados Unidos de golf de 2005
- Pollyfilla - conocida drag queen
- Sir Bob Charles - golfista
- Jack Yan - editor y diseñador gráfico

## Deportes

### Fútbol
El fútbol de la región es regido por la Federación de Fútbol Capital, uno de los entes regionales miembros de la Asociación de Fútbol de Nueva Zelanda. Existen dos franquicias: el Wellington Phoenix, que juega en la A-League de Australia y el Team Wellington, integrante de la ASB Premiership. También hay gran canitad de clubes como el Wellington United y el Miramar Rangers, que han sido campeones de la ya descontinuada Liga Nacional en reiteradas ocasiones.